# ときめきミッドナイト
『ときめきミッドナイト』は、池野恋による日本の少女漫画作品。同作者の漫画『ときめきトゥナイト』第1部（蘭世編）のリメイク版である。2002年から2009年まで、集英社の『Cookie』およびその増刊である『Cookie BOX』にて連載された。単行本は、同社のりぼんマスコットコミックスクッキーから刊行され、2009年8月発売の9巻で完結。

## あらすじ
江塔蘭世はごく普通の女子高生。最近付き合い始めた間壁亜論という彼氏がいるのに、秘かに運命の出会いを求めている。ある日蘭世のクラスに真柴シュンという不思議な転校生が現れる。そんな彼のことがなぜか気になってしまう蘭世だが……。実はシュンは魔界の王子様で、亜論とは双子の兄弟であった。魔界の王家の双子は不吉と言われ、生まれてすぐに「加護の力」の若干弱かった亜論の方が人間界に捨てられた。
実は、封印されたはずの亜論の魔力が解放されつつあることが分かり、シュンは魔界の掟に従い亜論を殺しに人間界にやってきた。しかし、蘭世の「2人とも生きていてほしい」という気持ちに心を動かされたシュンは、王である父親アンドレフと話をするために魔界に帰って行った。
その後、亜論の監視と、人間界にいるためのルールを犯した魔界人を見つけ出し裁きを与え強制送還するという使命を受けたシュンは、人間界の蘭世の元へ戻ってくる。
ある時シュンと蘭世は、蘭世の父で小説家（魔界研究家）の望里から、京都に「魔界と人間界をつなぐかもしれない」神社があることを聞く。数日後に京都へ修学旅行に行く蘭世とシュンは、その神社を調べてくるように言われる。実は、この神社は1,000年前に双子の王子が叔父の策略によって対立させられ、それに伴った数々の事件の真相を知った兄のジャン王子の魔力が暴走して魔界の次元に穴をあけ、弟のアレン王子や魔獣のガルーシュと共に落ちた場所であった。ジャン王子とガルーシュはガルーシュが放った化け物とともにその神社に封印されていたが、その封印を亜論が解いてしまう。
しかし、1,000年前に死んだはずのジャン王子の叔父の怨念が、ダークとケインの父親で王の弟・ロウディン卿に乗り移り、その体を使って王座につこうとしていた。1,000年前の怨霊と決着をつけようとしたシュンは怨霊の道連れにされそうになるが、ガルーシュが怨霊を体に取り込み、ジャン王子とともに「本来いるべき場所」へ戻って行った。そして「双子の王子が不吉」とされる伝説は誤解であったことが証明される。
シュンと亜論を産んだ直後に、2人の母親で王妃であるターニアが怨霊によって深い眠りにつかされていたが、シュンと亜論の強い祈りの力によって目を覚ます。魔界の騒動に巻き込まれた蘭世だったが、王にシュンとの交際を反対され、強制的に人間界に送り返されてしまう。（りぼんマスコットコミックス第5巻までのあらすじ）

## 「ときめきトゥナイト」との主な違い
リメイクにおける設定上の大きな違いは以下の通り。
- 蘭世とその一家が人間になっている。これに伴い、前作初期にみられた「蘭世の変身によるドタバタコメディ」の要素はなくなっている。
- 蘭世、シュン、鈴世、瑤子の髪の毛の色が入れ替わっている（前作で濃色系だった人物は薄色系）。
- 「不吉な双子の王子」の言い伝えに基づくシュンとアロンの役割が入れ替わっている（ちなみに「ときめきトゥナイト」第一部中盤でも、「もし俊とアロンの立場が逆だったら」と蘭世が想像し、「それでも最終的に俊を選ぶ」と結論付ける場面がある）。
- 冥界に関する設定が大きく異なっており、前作のストーリーの根幹であった「冥界人による魔界（を含む他の世界）の侵略」は行われていない。クライマックスでは人間・魔界人・冥界人が協力することによって事件を解決していくストーリーになっている。
- 人間界と魔界を行き来する方法が、前作では江藤家の地下室のドアからだったのに対して、本作では「ヤリ」のようなもので空間を刺すことによって行き来する。

その他、魔界人の多くは携帯電話の着メロの音が苦手といった新しい要素が付け加えられている。

## 登場人物
江塔 蘭世（えとう らんぜ）（人間）
明るく前向きな性格で「不可能を可能に変えてしまうのでは？」と周りに思わせる力と神秘性を持っている。当初亜論と付き合っていたが、次第にシュンに惹かれていくようになる。普通の人間だが、気合を入れると猫に変身できる。元キャラは江藤蘭世。
真柴 シュン（ましば しゅん） / シュン＝ルーク＝ウォーレンサー（魔界人）
蘭世の学校に突然転校してくる。実は亜論とは双子であり、亜論を殺す目的で人間界に潜入（「不吉な双子の王子」における役割を前作と入れ替える形となっている）。元キャラは真壁俊。前作では、「人間界にいる魔界の王子様」。口は悪くぶっきらぼうだが、シャイで言葉にしない優しさをもつという男性だった。この作品では魔力を失うと髪の毛の色が水色から黒色に変化する。
間壁 亜論（まかべ あろん）（魔界人）
この作品での登場時は蘭世の恋人であるが、いつの間にか「蘭世の元カレ」になっている。本人もそれは認めている様子。元キャラはアロン＝ルーク＝ウォーレンサー。魔界の王子という設定は変わってはいないが、前作では「魔界に残った魔界の王子様」（後に王位を継承）。
スワンド＝ルー（魔界人）
魔獣族であるが、一族から追放寸前のところをシュンに助けられ側近となる。元キャラは王家の側近サンド。
ダーク＝カルラス（魔界人）
ロウディン卿の独身時代に魔獣のサリエラとの間に生まれる。シュンと亜論の従兄にあたる。元キャラはダーク＝カルロ。
ケイン＝アラシュ＝ロウディン（魔界人）
ロウディン卿と正妻との間に生まれた子供。小さい頃に母親を亡くしており寂しがり屋で、生まれて初めて殴られた蘭世を好きになる。元キャラは筒井圭吾。
ガルーシュ＝ヴァーレン（魔界人）
1,000年前の魔獣族の族長。ジャン王子の親友だったが、婚約者ナミルを兵士に殺される事件で、暴走したジャン王子・アレン王子とともに人間界に落ちる。その後ジャン王子によって人間界にて封印される。（オリジナルキャラ）
ナミル＝ヴァーレン（魔界人）
ガルーシュの恋人で魔界の王家専属の医療チームの一員だった。ガルーシュとの結婚式の当日に村に攻め入ってきた兵士によって殺されてしまう。元キャラは市橋なるみ。
ジャン＝カレル＝ウォーレンサー（魔界人）
1,000年前の魔界の王子でアレン王子とは双子の兄弟。人間界でガルーシュを封印したあと、自分自身をも封印しアレン王子の体に入り込み、アレン王子と一生を共にする。元キャラはジャン＝カルロ＝ウォーレンサー。
江塔 望里・椎羅（えとう もうり/しいら）（人間）
望里は売れない小説家、椎羅は一家を支えるキャリアウーマン。元キャラは江藤望里&椎羅。前作では吸血鬼と狼女。
江塔 鈴世（えとう りんぜ）（人間）
蘭世の弟。元キャラは江藤鈴世。前作では狼男で優等生だったが本作では普通のゲーム好きな男の子。
神矢瑶子（かみや ようこ）（人間）
蘭世の友人。父親は元プロレスラー。クールな女の子だったが、恋をしたとたん「シュン様命」になってしまう。のちに「力」という彼氏ができるが、遠距離恋愛の末、浮気をされる。元キャラは神谷曜子。前作では騒々しい性格の上、事件に巻き込まれたり、犬に変身させられて活躍していたりしていた。
アンドレフ＝ガレフ＝シュナイザ（魔界人）
魔界の王。元キャラは魔界の大王・レドルフ＝エンバレン＝ウォーレンサー。
フィリル＝アルヴィナ（魔界人）
シュンの婚約者。蘭世とシュンの仲を引き裂くためであれば手段を選ばない性格。シュンとの婚約を破棄されたあと、亜論と運命的な出会いをする。元キャラはアロンの妻、フィラ＝ドリュー＝ウォーレンサー。
日比野克（ひびの すぐる）（魔界人）
フィリルの命により蘭世を誘惑するために人間界に送り込まれた魔界人。元キャラは聖ポーリア学園高等部ボクシング部員の日野克。
ターニア＝ラーセル＝ファリス（魔界人）
シュンと亜論を産んだあと、ロウディン卿にとりついた亡霊によって眠らされるが、シュンと亜論の強い祈りの力によって目を覚ます。元キャラは魔界のお后で俊とアロンの母、ターナ＝フェリア＝ウォーレンサー（真壁華枝）。
ユリエル＝カウァー（冥界人）
冥界の女王。冥界の危機を救うためのいけにえとして、魔界の王子（シュン）を連れ去る。以前大切な人を失う過去を持つ。元キャラは容姿端麗の生徒会長、河合ゆりえ。
メヴィーナ＝タグ（姉）・メデューサ＝タグ（弟）
元キャラは東の魔女・メヴィウス。前作では一人の魔女だったが、本作品では男女の双子として登場。
サリエラ（魔界人）
魔獣族の女性でロウディン卿の元恋人。身分の違いから結婚することができなかった。ロウディン卿との間にダークをもうけるが後に自決する。元キャラは夢魔のサリ。
ジヨル（魔界人）
吟遊詩人。元キャラは死神のジョルジュ。
ロウディン卿（魔界人）
魔界の王、アンドレフ＝ガレフ＝シュナイザの弟で、ダークとケインの父親。ジャンの叔父に取りつかれ、魔界の王座を奪おうとする。
セイラ（魔界人）
シュンのバイト先の海の家の近くで出会った人魚。10年以上前に人間の恋人（亮二の死んだ兄・龍一）を海で亡くしてから、人間に意地悪をしてきた。のちにシュンによって魔界に強制送還される。
テイル（魔界人）
セイラの妹。心優しき人魚。12、3年前に溺れた亮二を救う。亮二に恋をしたためにセイラの計らいにより人間となる。
緒方亮二（おがた りょうじ）（人間）
シュンのバイト先で知り合ったライフセーバー。
田畑権三（たばた ごんぞう） / ゾーゴン＝タバス（冥界人）
京都・双星神社の神主。神社が火事により全焼し行くあてがない為、シュンについてきてしまい蘭世のマンションの下の階に住みついてしまう。望里と意気投合。実は前魂の部屋の番人で、前冥界の女王マリーンの恋人。呪われた魂の浄化をしていたが、身分違いの恋に悩んでいたところを過去へきていた蘭世に唆され、冥界より女王マリーンとともに逃亡する。ジャンの叔父の霊を魔界に連れてきた張本人。冥界にいたときの記憶は自ら封印していた。
マリーン / 田畑まり子（たばた まりこ）（冥界人）
前冥界の女王。20年前に魂の部屋の番人であるゾーゴン（権三）とともに冥界から人間界に逃亡したが数年後に死去。
ルシオン（冥界人）
ユリエルの恋人で魂の番人の息子。ユリエルと冥界のために、自ら人柱となり空の裂け目に身を投じる。
ルシオンの父（冥界人）
魂の部屋の番人。

## 書誌情報

### 単行本
- 池野恋 『ときめきミッドナイト』 集英社〈りぼんマスコットコミックスクッキー〉、全9巻
  1. 2002年12月11日発売[1]、ISBN 4-08-856429-4
  2. 2003年9月12日発売[2]、ISBN 4-08-856494-4
  3. 2004年4月15日発売[3]、ISBN 4-08-856533-9
  4. 2005年5月13日発売[4]、ISBN 4-08-856615-7
  5. 2005年10月14日発売[5]、ISBN 4-08-856647-5
  6. 2006年9月15日発売[6]、ISBN 4-08-856708-0
  7. 2007年10月15日発売[7]、ISBN 978-4-08-856782-2
  8. 2008年7月15日発売[8]、ISBN 978-4-08-856831-7
  9. 2009年8月12日発売[9]、ISBN 978-4-08-867009-6

### 文庫版
- 池野恋 『ときめきミッドナイト』 集英社〈集英社〉、全6巻
  1. 2011年11月15日発売[10]、ISBN 978-4-08-619294-1
  2. 2011年11月15日発売[11]、ISBN 978-4-08-619295-8
  3. 2011年12月16日発売[12]、ISBN 978-4-08-619296-5
  4. 2012年1月18日発売[13]、ISBN 978-4-08-619297-2
  5. 2012年2月17日発売[14]、ISBN 978-4-08-619298-9
  6. 2012年3月16日発売[15]、ISBN 978-4-08-619299-6